# Avenue du Parc (Toulouse)
Pour les articles homonymes, voir Avenue du Parc.
L'avenue du Parc (en occitan : avenguda del Parc) est une voie publique de Toulouse, chef-lieu de la région Occitanie, dans le Midi de la France. Elle traverse le quartier du même nom, dans le secteur 4 - Est.

## Situation et accès

### Description
La chaussée compte une seule voie de circulation à double-sens. L'avenue du Parc est définie comme une zone 30 et la vitesse y est limitée à 30 km/h. Il n'existe pas de bande, ni de piste cyclable.

### Voies rencontrées
L'avenue du Parc rencontre les voies suivantes, dans l'ordre des numéros croissants (« g » indique que la rue se situe à gauche, « d » à droite) :
1. Route d'Agde (g)
2. Rue Louis-Plana (d)
3. Square Vincenzo-Tonnelli (g)
4. Place de la Roseraie (g)
5. Rue Jean-Houdon

### Transports
L'avenue du Parc n'est pas directement desservie par les transports en commun Tisséo. Elle débouche cependant, au sud, sur la place de la Roseraie, où se trouvent la station de métro du même nom, sur la ligne de métro , ainsi que le terminus de la ligne de bus 36 et un arrêt de la ligne de bus 19. Au nord, l'avenue se trouve également à proximité immédiate, par la rue de Gaillac, de la station de métro Argoulets, sur la même ligne de métro, et d'une gare de bus desservie par les lignes de bus 334376.
Il existe également plusieurs stations de vélos en libre-service VélôToulouse à proximité : les stations no 178 (face 100 avenue Yves-Brunaud) et no 216 (3 rue Jean-Houdon).

## Odonymie
L'avenue tient son nom d'un parc, propriété à l'origine d'une famille Abadie, dans lequel elle a été percée. Elle a conservé ce nom depuis son aménagement en 1951.

## Patrimoine et lieux d'intérêt

### Édifices publics
- no  10 : maison de la citoyenneté.
- no  40 : crèche multiaccueil Roseraie.

### Lotissement de la S.I.T.E.E.V.
Le lotissement est créé le 1er décembre 1930 par la Société immobilière toulousaine pour l'extension et l'embellissement de la ville (S.I.T.E.E.V.), constituée pour l'aménagement des nouveaux quartiers de la Roseraie et de Jolimont. Il est aménagé entre la rue de Caumont et le chemin des Argoulets à l'est, l'avenue de Lavaur au sud, l'avenue Joseph-Le Brix et le chemin Michoun à l'ouest, l'avenue de la Roseraie, la rue Théodore-Lenotre et la route d'Agde au nord.
- no  3 : villa Daure (1936, Bernard Darroquy)[2].
- no  14-16 : maisons jumelles (vers 1930)[3].

### Autres maisons
- no  10 : maison.
- no  25 : maison.
- no  36 : maison.